# Maison de l'Amérique latine
Pour les articles homonymes, voir MAL.
La Maison de l'Amérique latine (MAL) est un espace culturel consacré à l'Amérique latine, situé au 217, boulevard Saint-Germain, dans le 7e arrondissement de Paris.

## Histoire
La décision de créer la Maison de l'Amérique latine est prise en 1945 par le ministère français des Affaires étrangères,, alors que le général de Gaulle est président du Gouvernement provisoire. Elle est inaugurée le 18 octobre 1946 par Georges Bidault, qui a succédé à de Gaulle, au 96 avenue d'Iéna, dans le 16e arrondissement de Paris.
Sa création témoigne de la reconnaissance pour le soutien apporté par l'Amérique latine à la libération de la France. Elle est placée sous le haut patronage du président de la République française et des ambassadeurs en France des vingt nations de l'Amérique latine.
Sa vocation est de favoriser les relations diplomatiques, culturelles et économiques entre la France et l'Amérique latine.
Elle déménage en septembre 1965 au 217 boulevard Saint-Germain. Elle y occupe deux hôtels particuliers, l'hôtel de Varengeville construit en 1704 par Jacques V Gabriel et l'hôtel Amelot de Gournay, construit en 1712 par Germain Boffrand, hôtels initialement achetés par l'État pour abriter la Banque de l'Algérie et transférés depuis le démantèlement de celle-ci, en 1963, à la Banque de France.
Elle remplit ses missions grâce aux cotisations de ses membres, permanents et de passage, à la location de ses salons, au mécénat et au soutien du ministère français des Affaires étrangères.
La Maison de l'Amérique latine est présidée depuis 2003 par Alain Rouquié, ancien ambassadeur de France au Salvador, au Mexique et au Brésil, directeur des Amériques et Caraïbes au ministère des Affaires étrangères entre 1992 et 1996 et auteur de plusieurs ouvrages de référence sur l'Amérique latine.
Elle est un espace traditionnel de réunion pour la gauche française. Le parti socialiste y a célébré plusieurs de ses victoires électorales (Mitterrand à la présidentielle de 1988, Jospin aux législatives de 1997, Hollande à la primaire de 2011).
Depuis 2021, la Maison de l'Amérique latine accueille Alain Ducasse et son restaurant de poisson le Rech, auparavant situé, depuis 1925, dans le quartier des Ternes, dans le 17e arrondissement, et repris en 2007 par Ducasse,,,,.

## Expositions

### Années 2010
- Novembre 2009 à janvier 2010 : Bernard Dreyfus
- 2012 : Le Vide Oblique de Jaildo Marinho
- Juin à septembre 2015 : Pablo Reinoso
- Septembre 2015 à décembre 2015 : Lola Álvarez Bravo[14]
- Novembre à décembre 2015 : Depardon et Loustal[15]
- Février à avril 2016 : Passage de la couleur d'Ivan Contreras-Brunet[16]
- Mai à juillet 2016 : Sylvestre de Ruth Gurvich[17]
- Mai à juillet 2016 : Chaupi-Aequator de Maio Alvear, Miguel Alvear Lalley / Patricio Andrade, Anthony Arrobo, Saskia Calderón, David Cevallos, Fernando Falconí, Rosa Jijón, José Hidalgo-Anastacio, Fabiano Kueva, José Luis Macas Paredes, María José Machado, Janneth Méndez, Estefanía Peñafiel Loaiza, Christian Proaño, Santiago Reyes, Rometti Costales et Oswaldo Terreros Herrera[18]
- Févrie à avril 2016 : Faces cachées, photographie chilienne (1980-2015) de Zaida González, Alejandro Hoppe, Alvaro Hoppe, Luis Navarro, Claudio Pérez et Leonora Vicuña[19]
- Septembre à octobre 2016 : Quand Charcot gagnait le sud 1936 - 2016 / 80e anniversaire de la disparition du Commandant Charcot[20]
- Octobre à décembre 2016 : L'Atelier tropical de Jean-Baptiste Debret[21],[22]
- Février à mai 2017 : Slow motion d'Elias Crespin[23]
- Mai à juin 2017 : Joaquin Ferrer[24]
- Octobre à décembre 2017 : Dibujos / Dessins de Johanna Calle[25]
- Mars à juillet 2018 : L'invention de Morel ou la machine à images, sous le commissariat de Thierry Dufrêne à partir du roman L'Invention de Morel d'Adolfo Bioy Casares[26]
- Octobre à décembre 2018 : De l'autre côté de Jeanne Mandello, Hildegard Rosenthal et Grete Stern[27]
- Octobre à décembre 2018 : La esposa esposada (L'épouse menottée) de Carmen Mariscal[28]
- Février à mai 2019 : Fiesta gráfica, Michel Bouvet et ses amis d'Amérique latine[29]
- Mai à juillet 2019 : Lisières de David Solís[30]
- Mai à septembre 2019 : Mimesis de Marlov Barrios[31]
- Octobre 2019 à janvier 2020 : Le spectre de Miguel Rothschild[32]

### Années 2020
- Septembre à décembre 2021 : Cárdenas, mon ombre après minuit[33]
- 17 septembre au 15 décembre 2021 : Le langage des formes d'Alicia Penalba[34]
- Janvier à mars 2022 : Juntas (Ensemble) d'Alicia Paz[35]
- Mai à septembre 2022 : Marronage, l'art de briser ses chaînes[36]
- 21 octobre 2022 au 7 janvier 2023 : Gisèle Freund, ce sud si lointain[37]
- 13 octobre 2022 au 7 janvier 2023 : Structures Sensibles d'Inés Blumencweig[38]
- Février à avril 2023 : L'ombre de saturne d'Eugenio Tellez[39]
- Janvier à juin 2023 : La rêveuse armada de Mario Gurfein[40]
- Mai à juillet 2023 : L'outreligne de Milton Becerra et Pancho Quilici[41]
- Décembre 2023 : Histoires inachevées de Paz Errázuriz[42]